# Lo Pou Sec
Lo Pou Sec és una muntanya de 883 metres que es troba al municipi d'Alfara de Carles, a la comarca catalana del Baix Ebre.